# Susquehanna County
Susquehanna County är ett administrativt område i delstaten Pennsylvania i USA, med 43 356 invånare. Den administrativa huvudorten (county seat) är Montrose.

## Politik
Susquehanna County tenderar att rösta på republikanerna i politiska val.
Republikanernas kandidat har vunnit rösterna i countyt i samtliga presidentval sedan valet 1916, utom valet 1964 då demokraternas kandidat vann countyt. I valet 2016 vann republikanernas kandidat med 67,7 procent av rösterna mot 26,9 för demokraternas kandidat.

## Geografi
Enligt United States Census Bureau har countyt en total area på 2 155 km². 2 129 km² av den arean är land och 26 km² är vatten.

### Angränsande countyn
- Broome County, New York - nord
- Wayne County - öst
- Lackawanna County - sydost
- Wyoming County - sydväst
- Bradford County - väst
- Tioga County, New York - nordväst